# Glad walstro
Glad walstro (Galium mollugo, synoniemen: G. album Mill. en G. mollugo ssp. ± erectum Syme) is een vaste plant die behoort tot de sterbladigenfamilie (Rubiaceae). Het is een plant van dijken, bermen en onder kreupelhout. Glad walstro komt van nature voor in een groot deel van Europa, Klein-Azië en India.
De plant heeft een vierkante stengel met enkelvoudige, kruiswijze bladen, die ongeveer 2,5 mm breed zijn. Op beschaduwde plaatsen zijn de bladeren breder. De plant bloeit van juni tot augustus met witte tot roomkleurige trechtervormige bloemen met minstens vier punten. Glad walstro heeft een tweedelige splitvrucht.
Glad walstro bastaardeert makkelijk met Geel walstro (Galium verum) en met Boswalstro (Galium sylvaticum). Bastaarden met Geel walstro zijn vooral in de duinen te vinden.
Liggend bergvlas (Thesium humifusum) is een halfparasiet op Glad walstro. Liggend bergvlas onttrekt weliswaar vocht en minerale voedingsstoffen, maar heeft eigen bladgroen voor fotosynthese. Op Glad walstro parasiteert ook de volledig parasitaire plant Walstrobremraap (Orobanche caryophyllacea). Walstrobremraap heeft geen eigen bladgroen en onttrekt ook suikers aan Glad walstro. 

## Plantengemeenschap
Glad walstro is een indicatorsoort voor het mesofiel hooiland (hu) subtype Glanshavergrasland, een karteringseenheid in de Biologische Waarderingskaart (BWK) van Vlaanderen en het Brussels Hoofdstedelijk Gewest.